# Liste der Kellergassen in St. Leonhard am Forst
Die Liste der Kellergassen in St. Leonhard am Forst führt die Kellergassen in der niederösterreichischen Gemeinde St. Leonhard am Forst an.
| Foto |                 | Kellergasse | Standort                | Beschreibung |
| ---- | --------------- | ----------- | ----------------------- | --- |
| ja   | Datei hochladen | Au          | KG: Au Standort         | Die Kellergasse ist eine einseitige Einzelkellergasse an einer Geländekante. Sie besteht aus 8 Gebäuden und hat eine Länge von 100 Metern.                                                       |
| ja   | Datei hochladen | Fachelberg  | KG: Fachelberg Standort | Die Kellergasse ist eine einseitige Einzelkellergasse an einer Geländekante. Sie besteht aus 11 Gebäuden und hat eine Länge von 100 Metern.                                                      |
| ja   | Datei hochladen | Steinbach   | KG: Steinbach Standort  | Die Kellergasse ist eine einseitige Einzelkellergasse an einer Geländekante. Sie besteht aus 19 Gebäuden und hat eine Länge von 200 Metern. Die älteste Datierung geht auf das Jahr 1881 zurück. |

| Foto:                    | Fotografie der Kellergasse (Gesamtheit). Klicken des Fotos erzeugt eine vergrößerte Ansicht. Daneben finden sich zwei Symbole: \| Weitere Bilder vorhanden \| Das Symbol bedeutet, dass weitere Fotos des Objekts verfügbar sind. Durch Klicken des Symbols werden sie angezeigt. \| \| Eigenes Foto hochladen \| Durch Klicken des Symbols können weitere Fotos des Objekts in das Medienarchiv Wikimedia Commons hochgeladen werden. \| |
| Name:                    | Bezeichnung der Kellergasse |
| Standort:                | Es ist die Katastralgemeinde (KG) angegeben. Durch Aufruf des Links Standort wird die Lage der Kellergasse in verschiedenen Kartenprojekten angezeigt. |
| Beschreibung             | Kurze Beschreibung der Kellergasse |
| Weitere Bilder vorhanden | Das Symbol bedeutet, dass weitere Fotos des Objekts verfügbar sind. Durch Klicken des Symbols werden sie angezeigt. |
| Eigenes Foto hochladen   | Durch Klicken des Symbols können weitere Fotos des Objekts in das Medienarchiv Wikimedia Commons hochgeladen werden. |